# 石田流
石田流是日本將棋的戰法之一，被分類在三間飛車。

## 歷史

### 石田流的誕生
石田流是由江戶時代中期盲人棋士—石田檢校所發明。雖然現仍留有石田的實戰棋譜，但大多是以石田敗北收尾。
在俳人各務支考一篇名為《將棋賦》的文章中提到：「角行扣著影子於千里之外窺視勝利，不知何時已在名為石田的棋組中，隱身於香車之道，大多與金銀一同牽引、組織，為了飛車也不惜賦死，就連同伴應該也感到非常畏懼。」明治時代的文豪幸田露伴在將棋雜話中曾注釋：「名為石田的棋組是由石田檢校考案所生的陣法，乘著敵人未發的戰意，即使失去我方上將也不惜急忙突擊惡鬥，是一種只管粉碎敵陣的陣法。如此即使我方角行死卻仍大大打亂了敵陣，這樣的三四句即已能道盡石田的陣法戰略」是如上述說明廣為人知的戰法。
棒金是十分有效的石田流對策，古川柳也說過「在屁股被打入金後石田即輸」(誹風柳多留中的雙關—棒金摧毀石田流一事、以及被小早川金吾(秀秋)在關原之戰攻擊後石田三成敗北之事。)。
江戶時代的定跡書即已揭載早石田、石田本組、棒金、桂交換等等的定跡。另外也有人指道，當時將棋所的棋譜亦存在成為日後升田幸三發明升田式石田流靈感的實戰例(▲7五歩-▲4八玉)。

### 其後的發展
1970年代時升田幸三創的升田式石田流登場後石田流再次流行。接下來2000年代時，2004年鈴木大介的新・石田流、2007年今泉健司的第二手△3二飛、2008年久保利明的新手等，新的定跡逐漸發展，2011年的時候又在職業棋士的世界中流行了起來。

## 石田流本組
| 圖1-A 石田流本組 | △持駒 無▲持駒 無 圖1-B 石田流本組（居飛車穴熊對策型的例子） |

飛車在7六、桂馬在7七的配置，角行基本上9七是固定位置(圖1-A)。被稱為振飛車的理想型，即使一開始不是三間飛車也常常出現這個型態(ex:四間飛車和轉飛車等)）。
特別是在香車落的時候石田流的構造是理想型。這是因為當飛車在△3四的位置時，下手不但守護到了沒有香車的第1行、更因此讓左邊桂馬（△2一)的行動變得自由。
也有作為居飛車穴熊的下法，是有利的戰法。將左邊的金將放置於▲7八廣闊的構建(圖1-B)，讓原本有些薄弱的第7行變得更加具攻擊性。

## 早石田
| 圖2-A 早石田（至3手目▲7五歩）             | 圖2-B 早石田（至5手目▲7八飛）               |
| 圖2-C 早石田角交換的變化（至9手目▲7六角） | 圖2-D 早石田的進展（急戰型。至6手目△8五歩） |

振飛車如果要順利的組石田流，必須在△8五歩之前先下好▲7八飛-▲7五歩，再用浮動飛車去守居飛車的飛車先(指飛車前的攻擊或威脅)。但是如果居飛車早早就決定突出飛前步，振飛車就不得不上▲7七角去守。因為這個不滿，就產生了▲7六歩△3四歩後不關角道直接突出▲7五歩的下法(圖2-A)。
圖2-A後如果下△8四歩的話就▲7八飛振飛車(圖2-B)。如果在這裡換角△8八角成▲同銀，△4五角的話就▲7六角（図2-C）優勢(2七角成則▲4三角成先手優勢)。為了避免這個手順，如果居飛車從圖2-B開始穩穩的下出了△6二銀或△4二玉的話，振飛車也可以▲6六歩關角道、再組石田流本組。這樣雖然不能說是居飛車不利，但是如果討厭被組石田流本組的話，圖2-B之後也可以△8五歩突出飛前步(圖2-D)，接下來就成為大亂戰了。以上第五手不關角道的下法就叫做早石田。
不圍玉就攻擊敵陣的早石田常被說為奇襲的下法，因為攻擊力很高，在業餘棋手之間常常出現。但是因為防禦方法已經成定跡手順化了，而結論為石田側不利，因此在職業棋士之間已經不再出現，甚至有直到木村義雄十四世名人止對石田流已有必勝法，而石田流已滅絕的說法。。

## 升田式石田流
別名為升田式早石田。作為奇襲戰法中的大明星，現在也仍然與棒銀並列於許多初心者向的將棋書籍當中。

### 輝煌的登場
升田幸三實力制第4代名人改良了當時被視作奇襲的早石田，而當時的登場也對將棋界產生非常大的衝擊。不僅讓被視為奇襲而輕視的戰法用在1917年4月的第30期名人戰七番勝負第2局中，更是破了振飛車的大忌不關角道，採用了角交換這種驚人的手段。結果升田用這個戰法打敗了常勝不敗的大山康晴名人。因為布陣十分淺顯易懂，在業餘棋手間也大大的流行起來，也產生了先手後手都下升田式石田流的稀有局面。
在下一局中(第30期名人戰七番勝負第3局)，後手的升田幸三也使用了當時被認為是先手特權的升田式石田流，因此也證明了即使是後手也可以使用這個戰法。第30期名人戰第7局雖然最後以大山康晴名人防衛成功收場，但是卻留下了升田7局中有5局是升田式石田流的輝煌紀錄。

### 衰退與復活
雖然一時之間被視為必勝的戰法，在看到名人戰第6．7局大山康晴名人的對策後，升田式石田流被認為只要被厚實的防守住即難以繼續發展，、因而在職業棋士間逐漸衰退。雖然身為創始者的升田幸三仍因喜愛和升田式石田流類似的轉飛車而持續下著，但在後來身體不適引退以後，升田式石田流已很少出現在職業棋士之間了。
然而在業餘棋手之間升田式石田流卻擁有著根深柢固的人氣，也出現了像是以升田式石田流為基礎開發了立石流四間飛車的業餘強者立石勝巳。職業棋士間也開始以年輕棋士為中心進行了大量研究，鈴木大介、久保利明、豊川孝弘等開始注目於升田式石田流。升田式石田流一直以來普遍被認為▲7七桂型是最一般的，但之後卻被發現▲7七銀型也是有力的方案。
在急戰中，即使是一手之差也會造成很大的影響，因此早石田也有了先手．後手局面完全不同的現象。雖然對後手而言，選擇早石田的風險大大高於先手，但因為3・4・3戰法(一開始不振飛車至三間，而是在四間中途轉換過去)的出現也捲土重來。3・4・3戰法的精神就是後手以損一手的方式決定先手的棋型，不讓對手使出被視為石田流天敵的棒金戰法，原理同後手一手損角交換。

## 新・石田流
| △持駒 無 ▲持駒 無 圖4-A 至第7手▲7四歩 | △持駒 歩 ▲持駒 角歩 圖4-B 至第12手△6五角 | △持駒 飛歩 ▲持駒 歩 圖4-C 至第17手▲5五角 |

新．石田流，或稱早石田鈴木流急戰，指鈴木大介在實戰中▲7六歩△3四歩▲7五歩△8四歩▲7八飛△8五歩（圖2-D）後突然突出的▲7四歩（圖4-A）。
這第七手▲7四歩在江戶時代的定跡中被認為是惡手，雖然也在第30期名人戰中出現，但因為以挑起爭端的升田敗北收場，被認為是無法成立的開戰。但是感嘆於升田式石田流過低勝率的鈴木大介在與其他棋士的研究中，再度針對這一手進行了研究，判明了這個開戰有效。舉例來說，▲7四歩之後，△同歩▲同飛△8八角成▲同銀△6五角（圖4-B）▲5六角△7四角▲同角△6二金▲5五角（圖4-C）是其中一種變化。這種變化中的△6五角（圖4-B）一直以來被視為先手失敗，卻在研究中被推翻。鈴木也因開發了這個戰法獲得升田幸三賞。
另外受到鈴木影響的久保利明考案了▲4八玉△6二銀之後▲7四歩的另一方案，在這局面對於後手之後的△7二金下出了▲7五飛(久保流急戰)，也獲得了升田幸三賞。(陣行請見久保利明)

## 來源
1. ↑  久保 (2011, p.3)
2. ↑  小倉 (2006, p.74)
3. ↑  . 関西将棋会館.   [2013-09-06]. （原始内容存档于2010-02-18）.
4. ↑  小倉（2006）
5. ↑  久保 (2011, p.130-135)
6. ↑  鈴木 (2011, p.41-50)
7. ↑  小倉 (2006, p.70-121)
8. ↑  久保 (2011, pp.63-69)
9. ↑  勝又 (2003, pp.94-95, p.97)
10. ↑  久保 (2011, pp.73-86)
11. ↑  久保 (2011, pp.87-102)